# 英西单抗
铟(111In)英西单抗（INN：Indium (111In) Imiciromab），或简称英西单抗，商品名Myoscint，是一种用放射性同位素铟-111标记的小鼠单克隆抗体。它曾用于心脏成像，但于1993年撤回。